# Екстракт із указів, інструкцій та установлень (1786)
Екстра́кт із ука́зів, інстру́кцій та устано́влень (1786) — збірник нормативних актів, які закріплювали основи суспільних, економічних і політичних відносин, що склалися на той час на українських землях, які перебували в межах кордонів Російської імперії. Щоб узгодити стару адміністративну практику з вимогами нового російського законодавства, чиновники Малоросійської експедиції Правительствуючого Сенату підготували збірник, основою якого стали «Екстракт малоросійських прав» 1767, «Учреждение для управления губерний Всероссийской империи» 1775 року, інші акти царської влади, прийняті з 1767—1786 роки.
Збірник доповнено і перероблено порівняно з «Екстрактом малоросійських прав» 1767 року. Із нього вилучено окремі розділи, натомість додано історію кодифікації та перелічено джерела права, що діяли в Лівобережній Україні, а також доповнено новими розділами, зокрема про охочекомонні (наймані) компанійські (кінні) полки, про приєднання деяких містечок до Катеринославського намісництва, про старообрядців, які поселилися на українських землях. Затверджений Правительствуючим Сенатом збірник було розіслано в присутствія, що запроваджувалися на українських землях, для практичного застосування.
Саксонсько-маґдебурзьке право стало одним із джерел «Екстракту малоросійських прав» 1767 р. та «Екстракту із указів, інструкцій та установлень»
1786 року «Екстракт малоросійських прав» 1767 році уперше ввів у науковий обіг професор Київського університету А. Ткач.
Автором був О. Безбородько — постійний член Генерального суду, бунчуковий товариш, а з 1797 року — канцлер Російської імперії. Після введення на територію України «Установи про заснування губерній 1775 року» та нового адміністративно-територіального поділу виникла необхідність створення нових адміністративно-правових актів. З цією метою в сенаті звернулися до «Екстракту малоросійських прав» 1767 року і на його основі спробували поєднати чинне в Україні законодавство та нормативно-правові акти.
У збірнику 1786 року зроблено аналіз джерел саксонсько-маґдебурзького права, зокрема змісту «Книги Зерцало саксонів або право саксонське і маґдебурзьке» та «Порядок прав гражданських», що були перекладені на російську мову у 1732–1735 роках. Також проаналізовано праці Б. Гроїцького та інші джерела саксонсько-маґдебурзького права.